# 福島県立新地高等学校
福島県立新地高等学校（ふくしまけんりつ しんちこうとうがっこう）は、福島県相馬郡新地町にあった公立高等学校である。福島県最北端の高校であった。

## 設置学科
- 全日制課程　
  - 普通科

## 沿革
- 1906年（明治39年） - 新地実業補習学校として開校。
- 1922年（大正11年） - 「農業補習学校」に改称。
- 1928年（昭和3年） - 「新地実業公民学校」に改称。
- 1931年（昭和6年） - 「新地実業学校」に改称。女子部を分離し、新地家政女子学校が開校。
- 1935年（昭和10年） - 「公立青年学校福島県相馬郡新地村実業学校」に改称。
- 1948年（昭和23年） - 「福島県立新地高等学校」に改称。
- 1951年（昭和26年） - 福島県立相馬高等学校の分校 新地農業部となる。
- 1964年（昭和39年） - 福島県立新地高等学校となる。
- 2022年（令和4年）
  - 3月31日 - 当校と相馬東高校を併合した福島県立相馬総合高等学校の開校に伴い、閉校[1]。
  - 4月1日 - 相馬総合高等学校新地校舎に移行[2]。
- 2024年（令和6年）3月31日 - 新地校舎を廃止[2]。

## 進路概況
- 就職や各種専門学校への進学が多く、4年制大学への進学はあまりいない。

## 部活動
- 運動系

野球、バレーボール、バスケットボール、サッカー、卓球、テニス、バドミントン、
2009年、他校生徒と本校野球部員を含む十数名が器物損壊、窃盗容疑で2009年度甲子園福島地方大会を辞退をした。
- 文化系

美術、茶道部、吹奏楽部、アグリサイエンスクラブ

## 交通アクセス
- 常磐線新地駅より徒歩40分